# Томаш Куделка
Томаш Куделка (чеськ. Tomáš Kudělka, 10 березня 1987, Готвальдов) — чеський хокеїст, захисник.
Кар'єру гравця розпочав в ХК «Злін», за який виступав до 2005 року. У Драфті НХЛ 2005 року обраний під 136-м номером клубом НХЛ‎ Оттава Сенаторс. Протягом двох сезонів виступав за клуб Західної хокейної ліги «Летбридж Харікейнс», а також фарм-клуб «Оттави Сенаторс‎» «Бінгхемптон Сенаторс» (Американська хокейна ліга). Виступав за юніорську збірну Чехії на чемпіонаті світу з хокею із шайбою серед юніорських команд у 2005 році та за молодіжну збірну на молодіжних чемпіонатах світу 2006 та 2007 років.
20 травня 2010, Куделка повернувся до Європи, де виступав спочатку за ХК «Пардубице», а кінець сезону провів у фінській лізі за місцевий клуб ТПС. З 2011 року виступає за ХК «Вітковіце». У складі останнього виступав на престижному Кубку Шпенглера у 2011 та 2012 роках.